# Centrospora clavata
Centrospora clavata är en svampart som beskrevs av S.H. Iqbal 1974. Centrospora clavata ingår i släktet Centrospora, ordningen Pleosporales, klassen Dothideomycetes, divisionen sporsäcksvampar och riket svampar.   Inga underarter finns listade i Catalogue of Life.